# بوما (مركبة هندسية مدرعة)
بوما (بالعبرية: פומ"ה) هي مركبة هندسية قتالية مدرعة ثقيلة وناقلة جنود مدرعة يستخدمها سلاح الهندسة التابع لقوات الجيش الإسرائيلي منذ أوائل التسعينيات. يمكن للمركبة أن تحمل طاقماً يصل إلى ثمانية أفراد. وتبلغ سرعة المركبة التي يبلغ وزنها 50 طناً 45 كم/ساعة.
تستخدم بوما هيكل دبابة شوط، وهي بدورها نسخة إسرائيلية مُعدلة من الدبابة البريطانية طراز سنتوريون.
جُهزت بعض مركبات بوما بنظام رافائيل كاربت لإزالة الألغام. والذي يتألف من 20 صاروخاً يمكن للطاقم إطلاقها منفردة أو معاً. تحتوي الصواريخ على رأس حربي متفجر من الوقود والهواء ينشر سحابة من أبخرة الوقود التي تتفجر بعد ذلك. يؤدي الضغط الزائد الناتج عن الانفجار إلى تدمير معظم الألغام. ثم تتقدم مركبة بوما خلف مجموعة من المدقات التي تؤدي إلى تفجير أي ألغام لم يدمرها الانفجار الفراغي. تمتلك المركبة أيضاً معدات إلكترونية لتفجير القنابل المزروعة على الطرق أو التشويش على إشارات التفجير.
تمتلك بومل القدرة على سحب جسر متحرك للانتشار فوق الخنادق والعوائق البرية للعدو أثناء المعركة. على عكس مدرعة إم60 الحاملة للجسور التي ترفع الجسر، تسحب بوما الجسر أثناء القتال وتدفع الجسر فوق العائق، مما يسمح للدبابات وناقلات جنود المشاة بالمناورة بسرعة في ساحة المعركة.
يتألف تسليح بوما من ثلاثة مدافع رشاشة متعددة الأغراض طراز إف إن ماغ عيار 7.62 ملم، بما في ذلك واحد في برج متحرك يمكن للطاقم التحكم فيه من داخل المقصورة عبر محطة سلاح رافائيل العلوية (OWS). تحتوي المركبة أيضاً على مدفع هاون عيار 60 ملم وقاذفتين لقنابل الدخان.

## التطوير
تُشكل إسرائيل وفق التطورات الحالية كتيبة هندسية قتالية رابعة ستتخصص في التعامل مع القنابل المزروعة على جوانب الطرق، والألغام، والأفخاخ المتفجرة. وكجزء من هذا الجهد، ستقوم إسرائيل أيضاً بتحديث مركباتها من طراز بوما. ويضيف الجيش معدات جديدة للتعامل مع القنابل المزروعة على الطرق ويقوم بتدريب الطواقم على التعامل مع الأعداد المتزايدة من العبوات الناسفة الموجودة في مناطق مثل غزة.